# دازون
دازون (انگلیسی: DAZN; ‎/dəˈzoʊn/‎ "da zone"; آلمانی: [dəˈzo:n]) یک سرویس پخش ویدیوی اشتراکی جهانی ورزشی (OTT) است. این سرویس پخش زنده و بر اساس تقاضای رویدادها را از ویژگی‌های مختلف و همچنین برنامه‌نویسی اصلی انجام می‌دهد. دازون در اوت ۲۰۱۶ در اتریش، آلمان، سوئیس و ژاپن، و در سال بعد در کانادا راه‌اندازی شد. این سرویس در سال ۲۰۱۸ در ایالات متحده و ایتالیا، و در سال ۲۰۱۹ در اسپانیا و برزیل نیز راه اندازی شد.
گسترهٔ تحت پوشش دازون در دسامبر ۲۰۲۰ گسترش یافت و در بیش از ۲۰۰ کشور و منطقه در دسترس قرار گرفت.